# Экстаз святой Маргариты Кортонской (Джованни Ланфранко)
Экстаз Святой Маргариты Кортонской — это картина итальянского художника эпохи барокко Джованни Ланфранко. Она расположена в Палатинской галерее Палаццо Питти во Флоренции, Италия.

## Описание
На картине изображено мистическое событие, происходящее с одной из францисканских терциарий XIII века — Маргаритой Кортонской. На картине она падает в обморок, поддерживаемая двумя ангелами. В этот момент ей приходит видение Христа, летящего на облаке и показывающего ей свои стигматы. Маргарита рассказала, что в видении Христос назвал её моей возлюбленной дочерью. Талия Маргариты опоясана веревочной перемычкой, которая характерна для членов францисканских орденов. Маленькая собачка у её ног — общая черта её иконографии, отсылающая к истории о том, что её собака нашла тело убитого любовника. Это событие её жизни подтолкнуло её к монашеской жизни. Задний фон изображен темным, но он постепенно наполняется позолоченным светом, окружающим фигуру Христа. Барочная композиция Ланфранко размещает фигуры по диагонали на холсте и придает реалистичность персонажам, фокусируя внимание на психическом состоянии Маргариты, а не только на её всепоглощающем чудесном видении. Почитание святой Маргариты Кортонской было широко распространено в Тоскане.
Картина была заказана в 1622 году Николо Джероламо Венути, герб которого находится внизу слева, и украшала главный алтарь церкви Санта-Мария-Нуова в Кортоне. Для Палаццо Питти картина была приобретена принцем Фердинандом Медичи, который предоставил церкви в замену полотно Джузеппе Марии Креспи на ту же тему. Эта картина сейчас находится в Епархиальном музее Кортоны.
Менара Ланфранко, кажется, испытывала влияние масляной живописи Караваджо, изображающей экстаз святого Франциска (1596). В свою очередь, эта картина, возможно, повлияла на дизайн скульптурной группы (1645—1662), изображающей «Экстаз святой Терезы» авторства Джованни Лоренцо Бернини.